# Xã Lafayette, Quận Lonoke, Arkansas
Xã Lafayette (tiếng Anh: Lafayette Township) là một xã thuộc quận Lonoke, tiểu bang Arkansas, Hoa Kỳ. Năm 2010, dân số của xã này là 308 người.